# Fajumski portreti
Fajumski portreti ali Portreti fajumskih mumij je sodoben izraz za naturalistične portrete na lesenih ploščah, pritrjenih na mumije iz višjega družbenega razreda iz rimskega Egipta. Pripadajo tradiciji tabelnega slikarstva, ki je ena najbolj cenjenih oblik umetnosti v klasičnem svetu. Fajumski portreti so edina velika umetnost iz te tradicije, ki je ohranjena.
Portreti mumij so bili najdeni po celotnem Egiptu, vendar so najpogostejši v oazi Fajum, zlasti iz Havare (od tod tudi skupno ime) in Hadrijanovega rimskega mesta Antinoopolis. Fajumski portreti se običajno uporablja kot slogovni, ne kot geografski opis. Medtem ko naslikani primeri mumij iz kartonskega obdobja izvirajo iz faraonskega obdobja, so portreti mumij iz Fajuma predstavljali novost iz časa rimske zasedbe Egipta. 
Portreti izvirajo iz cesarske rimske dobe, od konca 1. stoletja pr. n. št. ali zgodnjega 1. st. n. št. Ni jasno, kdaj se je njihova proizvodnja končala, vendar nedavne raziskave kažejo, da v sredini 3. stoletja. So med največjimi skupinami med redkimi preživelimi tabelnimi slikami tradicije klasičnega sveta, ki se je nadaljevala v bizantinski in zahodni tradiciji v postklasičnem svetu, vključno z lokalno tradicijo koptske ikonografije v Egiptu.
Portreti so pokrivali obraze teles, ki so bili mumificirani za pokop. Obstoječi primeri kažejo, da so bili nameščeni na trakove, ki so bili uporabljeni za ovijanje teles. Skoraj vsi so se zdaj ločili od mumij. Običajno prikazujejo eno osebo, ki kaže samo glavo ali glavo in zgornji del prsnega koša, gledano frontalno. Z vidika umetniške tradicije podobe jasno izvirajo bolj iz grško-rimske umetniške tradicije kot egipčanske. 
Dve skupini portretov je mogoče ločiti po tehniki: enkavstične (vosek) slike in tempera. Prve so običajno višje kakovosti.
Trenutno je znanih približno 900 portretov mumij . Večina je bila najdena v nekropoli Fajum. Zaradi vroče suhe egipčanske klime so slike pogosto zelo dobro ohranjene in pogosto ohranjajo svoje briljantne barve, ki so navidezno neobčutljive.

## Zgodovina raziskovanj

### Pred 19. stoletjem
Italijanski raziskovalec Pietro della Valle, ki je leta 1615 obiskal Sakaro in Memfis, je bil prvi Evropejec, ki je odkril in opisal portrete mumij. Prinesel jih je nekaj v Evropo, ki so zdaj v Albertinumu (Staatliche Kunstsammlungen Dresden). 

### Zbiralci 19. stoletja
Čeprav se je po tem obdobju zanimanje za antični Egipt nenehno povečevalo, še pred začetkom 19. stoletja niso bile znane nadaljnje najdbe portretov mumij. Izvor teh prvih novih najdb ni jasen; lahko prihajajo tudi iz Sakare ali morda iz Teb. Leta 1820 je baron iz Minotulija za nemškega zbiratelja pridobil več portretov, vendar so postali del celotne ladijske pošiljke egiptovskih artefaktov, izgubljenih v Severnem morju. Léon de Laborde je leta 1827 prinesel dva portreta, domnevno najdena v Memfisu, v Evropo, od katerih je danes mogoče videti enega v Louvru, drugega v Britanskem muzeju. Ippolito Rosellini, član Champollionove ekspedicije iz leta 1828/29 v Egipt, je prinesel še en portret v Firence. Je tako podoben de Labordovim primerom, da se zdi, da je iz istega vira. V 1820-ih letih je britanski generalni konzul v Egiptu Henry Salt poslal več portretov v Pariz in London. Nekateri od njih so bili dolgo obravnavani portreti družine tebanskega arhonta Polliosa Sotra, zgodovinski značaj, znan iz pisnih virov, vendar se je izkazalo, da je to napačno.
Ponovno, po daljšem obdobju, je prišlo do odkritja več mumijskih portretov. Leta 1887 je Daniel Marie Fouquet slišal za odkritje številnih portretov v jami. Nekaj dni kasneje se je odpravil na pregled, vendar je prišel prepozno, saj so iskalci uporabili poslikane plošče za drva v treh prejšnjih hladnih nočeh v puščavi. Fouquet je pridobil preostala dva od prvih petdesetih portretov. Čeprav je natančna lokacija te najdbe nejasna, je verjeten vir er-Rubayat. Na tej lokaciji, kmalu po Fouquetovem obisku, je dunajski trgovec z umetninami Theodor Graf našel še nekaj podob, ki jih je poskušal prodati čim bolj donosno. Za objavo najdb je poklical znanega egiptologa iz Leipziga, Georga Ebersa. Izdelal je predstavitvene mape za oglaševanje svojih najdb po vsej Evropi. Čeprav je bilo o arheoloških najdbah le malo znanega, je Graf šel tako daleč, da je portrete pripisoval znanim ptolemajskim faraonom po analogiji z drugimi umetninami, predvsem portreti kovancev. Nobena od teh asociacij ni bila posebej dobro argumentirana ali prepričljiva, vendar so pritegnile veliko pozornosti, nenazadnje tudi zato, ker je dobil podporo znanih znanstvenikov, kot je Rudolf Virchow. Posledično so portreti mumij postali središče velike pozornosti . Do konca 19. stoletja je njihova zelo specifična estetska izdelava naredila zbirko iskano in je bila distribuirana po svetu.

### Arheološka študija: Flinders Petrie
Vzporedno se je začelo bolj znanstveno delo s portreti. Leta 1887 je britanski arheolog Flinders Petrie začel izkopavanja pri Havari. Odkril je rimsko nekropolo, ki je v prvem letu izkopavanja dala 81 portretnih mumij. Na razstavi v Londonu so ti portreti privabili veliko množico. Naslednje leto je Petrie nadaljeval z izkopavanji na isti lokaciji, zdaj pa je trpel zaradi konkurence nemškega in egiptovskega trgovca z umetninami. Petrie se je vrnil pozimi leta 1910/11 in izkopal še 70 portretnih mumij, od katerih so bile nekatere zelo slabo ohranjene . Z redkimi izjemami Petrieve študije še vedno predstavljajo edine primere mumijskih portretov, ki so bili doslej odkriti kot rezultat sistematičnega izkopavanja in so bili pravilno objavljeni. Čeprav objavljene študije niso povsem v skladu s sodobnimi standardi, ostajajo najpomembnejši vir za iskanje kontekstov portretnih mumij.

### Zbiralci poznega 19. in zgodnjega 20. stoletja
Leta 1892 je nemški arheolog von Kaufmann odkril tako imenovano Alinejino grobnico, v kateri so bili trije mumijski portreti; med najbolj znanimi danes. Drugi pomembni viri takšnih najdb so Antinopolis in Akhim. Francoski arheolog Albert Gayet je delal v Antinopolisu in našel veliko ustreznega gradiva, vendar njegovo delo, tako kot delo mnogih njegovih sodobnikov, ne ustreza sodobnim standardom. Njegova dokumentacija je nepopolna, veliko njegovih najdb ostaja brez konteksta.

### Muzeji
Danes so portreti mumij zastopani v vseh pomembnih arheoloških muzejih sveta. Na ogled so številni primeri, predvsem v Britanskem muzeju, Narodnem muzeju Škotske, Metropolitanskem muzeju umetnosti v New Yorku in Louvru v Parizu. Ker so bili večinoma odkriti z neprimernimi in neprofesionalnimi sredstvi, so skoraj vsi brez arheološkega konteksta, kar dosledno zmanjšuje kakovost arheoloških in kulturno-zgodovinskih informacij, ki jih zagotavljajo. Posledica tega je, da je njihov splošni pomen kot tudi njihove posebne razlage še vedno sporen. 

## Materiali in tehnike
Večina slik prikazuje formalni portret posamezne figure, ki gleda proti gledalcu naravnost ali pod kotom, ki je običajno rahlo obrnjen od celotnega obraza. Figure so predstavljene kot doprsne na enobarvnem ozadju, ki je v nekaterih primerih okrašeno. Posamezniki so tako moški kot ženske in se gibljejo v starosti od otroštva do starosti.

### Slikana površina
Večina ohranjenih mumijskih portretov je bila naslikana na ploščah, izdelanih iz različnih uvoženih vrst trdega lesa, vključno z hrastom, lipo, platano, cedro, cipresami, figovcem in citrusi . Les je bil narezan na tanke pravokotne plošče in gladek. Dokončane plošče so bile postavljene v plasti ovoja, ki je zaprl telo in so bile obdane s trakovi iz blaga, kar je dalo učinek okenske odprtine, skozi katero je bil viden obraz pokojnika. Portreti so bili včasih poslikani neposredno na platno ali krpice ovitka mumije (kartonsko slikanje).

### Slikarska tehnika
Lesena površina je bila včasih pripravljena za barvanje s plastjo mavca. V nekaterih primerih je napolnjena plast pokazala pripravljalno risbo. Uporabljeni sta bili dve slikarski tehniki: enkavstično (vosek) slikarstvo in tempera z živalskim lepilom. Enkavstične podobe so presenetljive zaradi kontrasta med živimi in bogatimi barvami in sorazmerno velikimi potezami čopiča, ki ustvarjajo "impresionističen" učinek. Slike tempere imajo fino gradacijo tonov in barv, ki dajejo bolj zadržan videz. V nekaterih primerih je bil uporabljen zlati list za upodobitev nakita in vencev. Obstajajo tudi primeri hibridnih tehnik ali odstopanj od glavnih tehnik.
Portreti razkrivajo široko paleto slikarskega znanja in spretnosti pri predstavljanju realističnega videza. Naturalizem portretov se pogosto razkriva v znanju o anatomski strukturi in kvalificiranem modeliranju oblike z uporabo svetlobe in sence, kar večini figur daje videz tridimenzionalnosti. Razvrščeni telesni toni so okrepljeni s sencami in poudarki, ki kažejo smerno osvetlitev.

## Predmeti in družbeni kontekst slik

### Ljudje Fayuma
V obdobju grško-rimske vladavini je Egipt gostil več grških naselij, večinoma skoncentriranih v Aleksandriji, pa tudi v nekaterih drugih mestih, kjer so grški naseljenci živeli skupaj s sedmimi do desetimi milijoni domorodnih Egipčanov . Najstarejši grški prebivalci Fajuma so bili vojaški veterani in cleruchs (elitni vojaški uradniki), ki so jih naselili Ptolemajci na obnovljenih zemljiščih.  Domorodni Egipčani so se prav tako nastanili v Fajumu iz cele države, zlasti v delti Nila, Zgornjem Egiptu, Oxyrhynchusu in Memfisu, da bi se lotili dela, ki je bilo vključeno v proces melioracije tal, kot je bilo potrjeno z osebnimi imeni, lokalnimi kulti in najdenimi papirusi . Ocenjuje se, da je bilo v obdobju Ptolemajcev kar 30 odstotkov prebivalstva Fajuma grško, preostali pa so bili domači Egipčani. Do rimskega obdobja je bil velik del grškega prebivalstva Fajuma sestavljen bodisi iz heleniziranih Egipčanov ali ljudi mešanega egiptovsko-grškega izvora. Kasneje, v rimskem obdobju, so bili številni veterani rimske vojske, ki vsaj sprva niso bili egiptovski, ampak ljudje iz različnih kulturnih okolij, naseljeni na območju po zaključku službovanja in oblikovali družbene odnose in se družili z lokalnim prebivalstvom. 
Medtem ko se domneva, da predstavljajo grške naseljence v Egiptu , Fajumski portreti namesto tega odražajo kompleksno sintezo prevladujoče egiptovske kulture in tiste elitne grške manjšine v mestu. Po besedah Walkerja so se grški kolonisti zgodnjega ptolemajskega obdobja poročili z lokalnimi ženskami in sprejeli egiptovska verska prepričanja, v rimskem obdobju pa so rimski vladarji gledali na njihove potomce kot na Egipčane, kljub lastni samopodobi da so Grki . Zobna morfologija mumij iz rimskega obdobja Fajuma je bila primerjana tudi s starejšimi egipčanskimi populacijami in ugotovljeno je bilo, da je "veliko bližje" starim Egipčanom kot Grkom ali drugim evropskim populacijam. 
Portreti predstavljajo domorodne Egipčane, od katerih so nekateri sprejeli grška ali latinska imena, nato pa so jih označili kot „statusne simbole“ . Študije DNK kažejo na genetsko kontinuiteto med populacijami pred-ptolemajske, ptolemajske in rimske populacije, kar kaže, da je tuja oblast vplivala na prebivalstvo mesta le v zelo omejenem obsegu na genetski ravni [26

### Starostni profil prikazanih
Večina portretov upodablja pokojnika v sorazmerno mladi starosti, mnogi pa prikazujejo otroke. Po besedah Walkerja, C.A.T. skeni pokažejo skladnost starosti in spola med mumijo in podobo. Ugotavlja, da starostna porazdelitev odraža nizko pričakovano življenjsko dobo v tistem času. Pogosto so verjeli, da so bili portreti dokončani med življenjem posameznika in prikazani v njihovem domu, običajem, ki je pripadal tradiciji grške umetnosti , toda ta pogled ni več široko razširjen glede na dokaze, ki jih je predlagalo C.A.T. skeniranje mumij Fajuma, kot tudi rimski popis prebivalstva. Poleg tega so bili nekateri portreti poslikani neposredno na krsto; na primer na platno ali drugem delu.

### Družbeni položaj
Pokrovitelji portretov so očitno pripadali premožnemu višjemu razredu vojaškega osebja, javnih uslužbencev in verskih dostojanstvenikov. Ni si vsakdo lahko privoščil mumijskega portreta; veliko mumij je bilo najdenih brez njega. Flinders Petrie navaja, da je le en ali dva odstotka mumij, ki jih je izkopal, krasil portret. Cena za portret ni ohranjena, vendar se lahko domneva, da je material povzročil višje stroške kot delo, saj so bili v antiki slikarji cenjeni kot obrtniki in ne kot umetniki . Stanje iz "Alinejine grobnice" je v tem pogledu zanimivo. Vsebovala je štiri mumije: Aline, dva otroka in moža. Za razliko od svoje žene in otrok, slednja ni bila opremljena s portretom, temveč s pozlačeno tridimenzionalno masko. Morda so mavčne maske imele prednost, če bi jih lahko privoščili.
Na podlagi literarnih, arheoloških in genetskih raziskav se zdi, da so bili upodobljeni domorodni Egipčani, ki so prevzeli prevladujočo grško-rimsko kulturo. Ime nekaterih od teh slik je znanih iz napisov, večinoma grških. Na frizure in oblačila vedno vpliva rimska moda. Ženske in otroci so pogosto upodobljeni z dragocenimi okraski in lepimi oblačili, moški pa pogosto nosijo posebne in razkošne obleke. Grški napisi imen so razmeroma pogosti, včasih vključujejo poklice. Ni znano, ali takšni napisi vedno odražajo realnost, ali pa lahko navedejo idealne pogoje ali želje, ne pa resnične pogoje. Za en sam napis je znano, da je pokojni poklic (lastnik ladje) pravilno označen. Mumija ženske po imenu Hermione je vključevala tudi izraz grammatike (γραμματική). Dolgo časa je bilo predpostavljeno, da je bila po poklicu učiteljica (zaradi tega je Flinders Petrie portret podaril Girton College, Cambridge, prvi šoli za ženske v Veliki Britaniji), danes pa je predpostavljeno da izraz označuje njeno stopnjo izobrazbe. Nekateri portreti moških kažejo pasove z meči ali celo konje, kar nakazuje, da so bili člani rimske vojske. 

## Kulturno-zgodovinski kontekst

### Spremembe v navadah pokopavanja
Pogrebne navade ptolemajskih Egipčanov so večinoma sledile starodavni tradiciji. Trupla članov višjih slojev so bila mumificirana, opremljena z okrašeno krsto in mumijsko masko za pokrivanje glave. Grki, ki so takrat vstopili v Egipt, so večinoma sledili svojim navadam. Obstajajo dokazi iz Aleksandrije in drugih mest, ki kažejo, da so izvajali grško tradicijo upepeljevanja. To na splošno odraža splošne razmere v helenističnem Egiptu, ko so se vladarji razglasili za faraone, sicer pa so živeli v povsem helenističnem svetu in prevzeli le zelo malo lokalnih elementov. Nasprotno pa so Egipčani le počasi razvili zanimanje za grško-helenistično kulturo, ki je od osvajanja Aleksandra prevladovala v vzhodnem Sredozemlju. Ta situacija se je s prihodom Rimljanov bistveno spremenila. V nekaj generacijah so vsi egiptovski elementi izginili iz vsakdanjega življenja. Mesta, kot sta Karanis ali Oxyrhynchus, so večinoma graško-rimska mesta. Obstajajo jasni dokazi, da je to posledica mešanja različnih etničnih skupin v vladajočih razredih rimskega Egipta. 

### Verska kontinuiteta
Samo na področju religije obstajajo dokazi za nadaljevanje egiptovskih tradicij. Egiptovski templji so bili postavljeni še v 2. stoletju. V smislu pogrebnih navad so egiptovski in helenistični elementi zdaj mešani. Krste so postale vse bolj nepriljubljene in v 2. stoletju so popolnoma izginile iz uporabe. Za razliko od tega se zdi, da so mumifikacijo izvajali veliki deli prebivalstva. Maska mumij, prvotno egipčanski koncept, je rasla vse bolj in bolj v slogu, egipčanski motivi so postali še redkejši. Sprejetje rimskega portretnega slikarstva v egiptovski kult pokopa sodi v ta splošni kontekst. 

### Povezava z rimskimi pogrebnimi maskami?
Nekateri avtorji predlagajo, da je zamisel o takih portretih lahko povezana z običajnim rimskim plemstvom, da v atriju svoje hiše prikazujejo podobe njihovih prednikov. V pogrebnih povorkah so te voskaste maske nosili profesionalni žalujoči ljudje, da bi poudarili kontinuiteto slavne družinske linije, a prvotno morda predstavljali globlji evokacijo prisotnosti mrtvih. Rimski festivali, kot so Parentalija, kot tudi vsakodnevni domači rituali so gojili duhove prednikov. Razvoj portretov mumij lahko predstavlja kombinacijo egiptovske in rimske pogrebne tradicije, saj se pojavlja šele potem, ko je bil Egipt ustanovljen kot rimska provinca. 

### "Salonske slike"?
Slike prikazujejo glave ali prsi moških, žensk in otrok. Verjetno izvirajo iz c. 30. pr. n. št. Do 3. stoletja. Za moderne oči so portreti videti izrazito individualistični. Zato je bilo dolgo časa predpostavljeno, da so bili proizvedeni v življenju njihovih subjektov in prikazani kot "salonske slike" v njihovih hišah, in bi jih dodali k njihovi mumiji po njihovi smrti. Novejše raziskave namreč kažejo, da so bile naslikane samo po smrti, kar je morda v nasprotju z mnogimi slikami na nekaterih primerkih in (predlagano) spremembo specifičnih podrobnosti o drugih. Individualizem tistih, ki so bili upodobljeni, je dejansko ustvaril variacije v nekaterih specifičnih podrobnostih, v okviru precej neskladne splošne sheme. Navada prikazovanja pokojnika ni bila nova, ampak poslikane slike so postopoma zamenjale starejše egipčanske maske, čeprav se je slednja še nekaj časa uporabljala, pogosto se pojavljajo neposredno v bližini portretnih mumij, včasih celo v istih grobovih.

### Realizem in konvencija
Skupaj s poslikanimi etruščanskimi grobnicami, lukanskimi grobnicami in Grob skakalca v vodo v Pestumu, freskami iz Pompejev in Herkulaneju ter grških vaz, so najbolje ohranjene slike iz antičnih časov in so znane po svojem izjemnem naturalizmu. Vendar je sporno ali portreti prikazujejo teme, kot so bile v resnici. Analize so pokazale, da so slikarji upodabljali obraze v skladu s konvencijami v ponavljajočem se in predpisanem načinu, čeprav z različnimi frizurami in bradami. Zdi se, da so delali iz številnih standardnih tipov, ne da bi podrobno opazovali posamezne obrazne razsežnosti določenih posameznikov, ki vsakemu dajejo svojo osebnost.

### Slog
V odsotnosti drugih tabelnih slik iz obravnavanega obdobja je težko trdno govoriti o slogovnem kontekstu portretov. Čeprav se zdi jasno, da niso v kontinuiteti iz egiptovskih precedensov, tega ne moremo reči za severne obale Sredozemskega morja, kjer je zaradi podnebnih razmer manj verjetno, da bi takšen material preživel. Dokazi iz fresk, mozaikov in drugih medijev kažejo, da se stilistično portreti mumij v glavnem ujemajo s prevladujočimi grško-rimskimi tradicijami, ki so prevladovale v Sredozemlju.

## Soobstoj z drugimi navadami pokopa
Religiozni pomen portretov mumij doslej še ni bil v celoti pojasnjen, prav tako niso bili povezani pokopni obredi. Obstajajo znaki, da se je razvil iz pristnih egiptovskih pogrebnih obredov, ki jih je prilagodil multikulturni vladajoči razred. Tradicija mumijskih portretov se je zgodila od Delte do Nubije, vendar je presenetljivo, da so druge pokopališke navade prevladale nad portretnimi mumijami na vseh lokacijah, razen tistih v Fajumu (in še posebej v Havari in Ahmimu) in Antinoopolisu. Na večini mest so obstajale različne oblike pokopa. Izbira tipa je bila lahko v veliki meri določena s finančnimi sredstvi in statusom pokojnika, ki so jih spreminjali lokalni običaji. Portretne mumije so bile najdene tako v kamnitih grobnicah kot tudi v samostojno zgrajenih grobnih kompleksih, pa tudi v plitvih jamah. Presenetljivo je, da jih praktično nikoli ne spremljajo nobeni grobni pridatki, razen občasnih lončkov ali cvetja. 

## Konec tradicije portreta mumij
Dolgo časa je bilo predpostavljeno, da najnovejši portreti pripadajo koncu 4. stoletja, vendar so nedavne raziskave precej spremenile ta pogled, kar nakazuje, da zadnji leseni portreti pripadajo sredini, zadnji neposredno poslikani mumijski zaviti v drugo polovici 3. stoletja. Splošno priznano je, da se je proizvodnja od začetka 3. stoletja znatno zmanjšala. Predlaganih je bilo več razlogov za upad portreta mumij:
- V 3. stoletju je Rimski imperij doživel hudo gospodarsko krizo, kar je močno omejilo finančne zmožnosti višjih slojev. Čeprav so še naprej bogato porabljali denar za zastopanje, so se zavzemali za javne nastope, kot so igre in festivali, nad produkcijo portretov. Vendar so se nadaljevali tudi drugi elementi grobne predstave, kot so sarkofagi.
- Obstajajo dokazi o verski krizi. To morda ni tako tesno povezano z vzponom krščanstva, kot je bilo predpostavljeno. (Dosedanji predlog portretov iz 4. stoletja bi sovpadal z razširjenostjo krščanstva v Egiptu. Krščanstvo tudi nikoli ni prepovedalo mumifikacije.) V času rimskega cesarstva je opaziti vse večje zanemarjanje egiptovskih templjev, kar je vodilo do splošnega padca interesa za vse stare religije.
- Constitutio Antoniniana, tj. podelitev rimskega državljanstva vsem svobodnim subjektom, je spremenila družbeno strukturo Egipta. Prvič so posamezna mesta pridobila stopnjo samoupravljanja. Istočasno so se pokrajinski višji sloji spremenili tako glede sestave kot medsebojnih odnosov

Tako se zdi, da je kombinacija več dejavnikov povzročila spremembe mode in rituala. Ni mogoče trditi nobene jasne vzročnosti. 
Glede na omejeno naravo trenutnega razumevanja portretnih mumij ostaja jasno, da bodo prihodnje raziskave bistveno spremenile sliko, predstavljeno tukaj. Nekateri znanstveniki na primer domnevajo, da se je center proizvodnje takšnih najdb in tako središče značilne pogrebne tradicije, ki jo predstavljajo, morda nahajal v Aleksandriji. Nove ugotovitve iz Marina El-Alamein močno podpirajo to stališče. Glede na skoraj popolno izgubo grških in rimskih slik, se danes mumijski portreti uvrščajo med zelo redke primere antične umetnosti, ki se kažejo kot "velike slike" in še posebej za rimsko portretno slikarstvo. 

## Portreti mumij kot vir podeželske rimske mode

### Podeželska moda
Portreti mumij prikazujejo različne frizure. So eden od glavnih pripomočkov za datiranje slik. Večina umrlih je bila takrat upodobljena s frizurami po tej modi. Pogosto so podobne tistim, ki so prikazane v kiparstvu. Kot del rimske propagande so takšne skulpture, zlasti tiste, ki prikazujejo cesarsko družino, pogosto prikazane po vsem imperiju. Tako so imeli neposreden vpliv na razvoj mode. Kljub temu pa portreti mumij, kot tudi druge najdbe kažejo, da je moda v provincah trajala dlje kot na cesarskem dvoru, ali pa so obstajali različni slogi.

### Pričeske
Ker so rimski ljudje večinoma nosili kratke lase, so ženske pričeske boljši vir dokazov za spremembe v modi. Ženski portreti kažejo na grobo kronološko shemo: po preprostih pričeskah z osrednjim razcepom v tiberijanskem obdobju so v poznem 1. stoletju na čelu bolj zapletene pričeske, gnezdene pletenice in kodrasti tufi. V času Antoninov prevladujejo majhne ovalne gnezdene pletenice, v drugi polovici 2. stoletja pa se pojavljajo preproste frizure s prečo in čopom na vratu. Čas Septimija Severa je bil značilen tako za puhasto kot tudi za strogo ravne oblike, ki so mu sledili čopi, nato pa pletenice z zankami kot krona na glavi. Slednji spadajo v zadnjo fazo portretov mumij in so jih opazili le na nekaj mumijskih ovojnicah. Zdi se, da je bilo v Egiptu še posebej priljubljena kodrasta pričeska. 

### Oblačenje
Tako kot frizure, tudi upodobljena oblačila sledijo splošnim modnim trendom rimskega imperija, kot je znano iz kipov in doprsij. Tako moški kot ženske po navadi nosijo tanek hiton kot spodnje perilo. Nad njim sta oba spola navadno oblečena v plašč, položen čez ramena ali ovita okoli trupa. Moški nosijo skoraj izključno belo, ženska oblačila pa so pogosto rdeča ali rožnata, lahko pa so tudi rumena, bela, modra ali vijolična. Hiton pogosto nosi dekorativno linijo (clavus), občasno svetlo rdečo ali svetlo zeleno, včasih tudi zlato, običajno v temnih barvah. Nekateri naslikanih mumij iz Antinoopolisa upodablja oblačila z dolgimi rokavi in zelo širok clavi. Doslej ni bil prikazan noben portret, ki bi prikazoval togo, ključni simbol rimskega državljanstva. Ne smemo pozabiti, da so grški plašči in toge zelo podobni na podobah iz 1. in začetka 2. stoletja. V poznem 2. in 3. stoletju bi morali biti togi ločljivi, vendar se ne pojavijo. 

### Nakit
Poleg zlatih vencev, ki jih nosijo mnogi moški, z zelo redkimi izjemami, so z nakitom upodobljene le ženske. To je na splošno skladno s skupnimi vrstami nakita na grško-rimskem vzhodu. Še posebej portreti Antinoopolisa prikazujejo preproste zlate verige in masivne zlate prstane. Obstajajo tudi upodobitve dragih ali poldragih kamnov, kot so smaragd, karneol, granat, ahat ali ametist, redko tudi biseri. Kamni so bili običajno vgrajeni v cilindrične ali sferične kroglice. Nekateri portreti upodabljajo prefinjene ogrlice z dragocenimi kamni v zlatu.
Zlati venec je bil navadno redek, če sploh kdaj, vendar so ga našli v grobovih iz precej zgodnejših obdobij. Na podlagi rastlinskih vencev, ki so bili podeljene kot nagrade na tekmovanjih, je bila zamisel, da bi proslavili dosežke umrlih v življenju.
Obstajajo tri osnovne oblike okraskov za ušesa: v 1. stoletju so še posebej pogosti krožni ali kapljasti obeski. Arheološke najdbe kažejo, da so bili v celoti ali delno sferični. Kasnejši okusi so imeli prednost v obliki kavljev v obliki črke S iz zlatih žic, na katerih je bilo mogoče nanesti do pet kroglic različnih barv in materialov. Tretja oblika so izdelani obeski z vodoravno palico, iz katere visijo dve ali tri, včasih štiri, vertikalne palice, po navadi vsaka okrašen z belo kroglico ali biserom na dnu. Drugi običajni okraski so zlati lasni vložki, pogosto okrašeni z biseri, finimi diademi in, zlasti v Antinoopolisu, zlatimi lasnimi mrežami. Številni portreti prikazujejo tudi amulete in obeske, morda z magičnimi funkcijami. 

## Umetnostno-zgodovinski pomen
Portreti mumij imajo izjemen umetnostno-zgodovinski pomen. Starodavni viri nakazujejo, da je bilo slikanje tabel (namesto sten), to je slikanje na lesu ali drugih mobilnih površinah, zelo cenjeno. Toda zelo malo starodavnih plošč je ohranjenih. Eden izmed redkih primerov poleg portretov mumij je tudi Severski tondo, tudi iz Egipta (okoli leta 200), ki naj bi, tako kot mumijski portreti, predstavljal pokrajinsko različico sodobnega sloga. 
Nekateri vidiki portretov mumij, predvsem njihov frontalni pogled in njihova osredotočenost na ključne poteze obraza, močno spominjajo na kasnejše slikarstvo ikon. Predlagana je bila neposredna povezava, vendar je treba upoštevati, da portreti mumij predstavljajo le majhen del precej širše grško-rimske tradicije, ki je kasneje vplivala na poznoantično in bizantinsko umetnost. Par tematskih "ikon" Serapisa in Izide primerljivega datuma (3. stoletje) in slog sta v muzeju Getty v Malibuju, kot pri kultu Mitre so bili zgodnejši primeri kultnih podob skulpture ali keramične figurice. 